# Niphargus elegans ssp. zagrebensis
Niphargus elegans ssp. zagrebensis је подврста животињске врсте Niphargus elegans, класе Crustacea, која припада реду Amphipoda. 

## Угроженост
Ова врста се сматра угроженом.

## Распрострањење
Врста је присутна у Словенији и Хрватској.

## Станиште
Станиште врсте су слатководна подручја.